# Karl Guth
Karl Guth (* 21. Oktober 1889 in Neckarsulm; † 1971) war ein deutscher Volkswirt. Er war Reichsehrenrichter der Wirtschaft und Hauptgeschäftsführer der Reichsgruppe Industrie.

## Leben
Nach dem Schulabschluss am Rottweiler Gymnasium ging er 1908 zum Militär und diente bis 1918 beim Infanterieregiment 180, wo er bis zum Hauptmann aufstieg. Danach studierte er Volkswirtschaft an der Handelshochschule Nürnberg und promovierte an der Universität Erlangen zum Dr. rer. pol. 1923 wurde er Geschäftsführer der Vereinigung Bayerischer Spiel- und Metallwarenfabrikanten und wechselte 1924 zu den Bing-Werken in Nürnberg. Von 1927 bis 1934 war er Geschäftsführer der Gesamtvereinigung der Weiß- und Schwarzblech verarbeitenden Industrie in Berlin. Zum 1. Mai 1933 war er der NSDAP beigetreten (Mitgliedsnummer 2.826.203). Danach war er einige Monate als Geschäftsführer bei Philipp Keßler tätig und wurde im Anschluss zum Geschäftsführer beim Reichsstand der deutschen Industrie ernannt, der im Dezember 1934 in die Reichsgruppe Industrie aufging. 1941 stieg er dort zum Hauptgeschäftsführer auf und blieb bis zum Kriegsende 1945 im Amt. In dieser Zeit gehörte er zahlreichen Aufsichtsräten und Vorständen an und war Mitglied der Akademie für Deutsches Recht. Später arbeitete er als Berater von großen Firmen in Personalfragen.
Ludwig Erhard war sein Schwager und Förderer. Der Bankmanager Wilfried Guth (1919–2009) war sein Sohn. Dieser war Vorstandssprecher der Deutschen Bank von 1976 bis 1985.
Nach ihm wurde der Karl-Guth-Preis benannt, der ab 1972 in Baden vergeben wurde.

## Schriften (Auswahl)
- Die Reichsgruppe Industrie. Standort und Aufgabe der industriellen Organisation (= Schriften zum Staatsaufbau. Heft 55/56). Junker & Dünnhaupt, Berlin 1941.